# گشنه‌رود
روستای گشنه رود Gashnerud (گنجه رود قدیم)
که از آب و هوای کوهستانی برخوردار است .زمستانهای سرد و تابستانهای شرجی برخوردار است.
مردم این روستا خونگرم و مهمان نواز هستندک اغلب ب صورت لکی و تاتی صحبت میکنند.بزرگترین طایفه این روستاخاندان حسنی میباشد.
به خاطر آب و هوای چهار فصلی که دارد اکثر مرکبات آنجا ب بار مینشیند.
ب خاطر تابستان‌های گرم مرغوبترین برنج در روستا کشت می‌شود.

این روستا در سال 1369 در زلزله منجیل و رودبار آسیب جدی دید و ب کلی ویران گردید که بنا به  دستور اداره میراث فرهنگی و گردشگری ویرانه‌ها دست نزده باقی مانده‌است .تعدادکشته‌های این روستا ب هفتاد تن رسید.
گشنه‌رود، روستایی از توابع بخش رودبار شهرستان شهرستان قزوین در استان قزوین ایران است. زبان اهالی این روستا عمدتاً لکی می‌باشد. مردم این روستا بسیار خونگرم و مهمان‌نوازند.

## جمعیت
این روستا در دهستان دستجرد قرار دارد و براساس سرشماری مرکز آمار ایران در سال ۱۳۸۵، جمعیت آن ۱۰۲ نفر (۲۱خانوار) بوده‌است.